# Seznam postav seriálu Star Trek: Podivné nové světy
Toto je seznam hlavních a některých vedlejších postav, které se objevují v seriálu Star Trek: Podivné nové světy (2022).

## Hlavní postavy
Pozn.: Barevně v souladu s uniformami je označeno zařazení postav: žlutá – velení, modrá – vědecká a lékařská sekce, bílá – zdravotníci, červená – technická sekce, bezpečnost a řízení, šedá – civilisté. 
| | Jméno            | Pozice | Druh        | Herec                | Poprvé |
| --- | ---------------- | ------ | ----------- | -------------------- | ------ |
| Christopher Pike | velící důstojník | člověk | Anson Mount | „Podivné nové světy“ |        |
| Christopher Pike je kapitánem Hvězdné flotily a byl povolán vrátit se k velení vlajkové lodi Federace USS Enterprise. Musí se ovšem vyrovnat s vědomím své budoucí nehody, která ho paralyzuje a znetvoří, což zjistil díky kontaktu s časovým krystalem. Ale i tak se snaží být skvělým kapitánem a dobře vycházet s celou svou posádkou. Také má rád koně a rád vaří pro členy posádky i hosty lodi. Udržuje milostný vztah s kapitánkou Batelovou. |                  |        |             |                      |        |

| | Jméno                    | Pozice              | Rasa       | Herec                | Poprvé |
| --- | ------------------------ | ------------------- | ---------- | -------------------- | ------ |
| Spock | hlavní vědecký důstojník | ½člověk a ½Vulkánec | Ethan Peck | „Podivné nové světy“ |        |
| Spock je poručíkem Hvězdné flotily a slouží jako hlavní vědecký důstojník na můstku Enterprise. Jako napůl Vulkánec a napůl člověk se musí vyrovnat se svou logickou i emocionální stránkou. Když komunikuje s ostatními členy posádky, často dochází k nedorozumění, ale jeho logika často vede k vyřešení mnoha situací, do kterých se loď dostane. Je zasnouben s Vulkánkou T'Pring, ale jeho služba na lodi jejich vztahu neprospívá. |                          |                     |            |                      |        |

| | Jméno                   | Pozice | Rasa      | Herec                | Poprvé |
| --- | ----------------------- | ------ | --------- | -------------------- | ------ |
| Christine Chapel | vrchní zdravotní sestra | člověk | Jess Bush | „Podivné nové světy“ |        |
| Christine Chapel je vrchní sestrou na ošetřovně Enterprise. Je mladá, nezávislá a velmi schopná a nerada se na někoho citově váže. Společně s doktorem M'Bengou však prošla válkou s Klingony, což na ní zanechalo nesmazatelné stopy, ale i přátelství, vzájemný respekt a pochopení s M'Bengou. |                         |        |           |                      |        |

| | Jméno                  | Pozice | Rasa            | Herec                | Poprvé |
| --- | ---------------------- | ------ | --------------- | -------------------- | ------ |
| La'an Noonien-Singh | bezpečnostní důstojník | člověk | Christina Chong | „Podivné nové světy“ |        |
| La'an Noonien-Singh je poručík Hvězdné flotily a hlavní bezpečnostní důstojník Enterprise. Je uzavřená, psychicky odolná a rozhodná i ve stresu, což je dáno její hrůznou zkušeností s agresivním druhem Gornů, kvůli kterým přišla v dětství o rodinu a jen ona sama unikla. Poté ji našla její současná nadřízená, první důstojník Enterprise Chin-Riley, která ji tehdy vzala pod ochranná křídla a dovedla až ke vstupu do Hvězdné flotily. U okolí vyvolává rozpaky i kvůli svému nechvalně známému předkovi, tyranovi dávných Eugenických válek jménem Khan Noonien-Singh. |                        |        |                 |                      |        |

| | Jméno                 | Pozice | Rasa               | Herec                | Poprvé |
| --- | --------------------- | ------ | ------------------ | -------------------- | ------ |
| Nyota Uhura | komunikační důstojník | člověk | Celia Rose Gooding | „Podivné nové světy“ |        |
| Jako kadet Hvězdné flotily byla přiřazena na praxi na Enterprise, kde si nakonec vybrala službu jako komunikační důstojník. Je zdatná v učení jazyků a umí mluvit 37 jazyky, protože v Keni, odkud pochází, se používá 22 domorodých jazyků a kvůli dorozumění bylo pro ni jednodušší se je naučit. V dětství přišla o rodiče a bratra, a tak se přestěhovala k babičce, díky které vstoupila do Hvězdné flotily. |                       |        |                    |                      |        |

| | Jméno       | Pozice | Rasa          | Herec                | Poprvé |
| --- | ----------- | ------ | ------------- | -------------------- | ------ |
| Erica Ortegas | kormidelník | člověk | Melissa Navia | „Podivné nové světy“ |        |
| Erica Ortegas je poručík Hvězdné flotily a kormidelník Enterprise. Je bezstarostná, ale se smyslem pro spravedlnost a skvělá pilotka. Jako mnoho členů posádky se také účastnila války s Klingony. Považuje se za fanynku Travise Mayweathera, kormidelníka předchozí lodi jménem Enterprise z 22. století. |             |        |               |                      |        |

| | Jméno        | Pozice | Rasa             | Herec                | Poprvé |
| --- | ------------ | ------ | ---------------- | -------------------- | ------ |
| Joseph M'Benga | hlavní lékař | člověk | Babs Olusanmokun | „Podivné nové světy“ |        |
| Joseph M'Benga je doktor a hlavní lékař pod Pikeovým velením. Má vážně chronicky nemocnou dceru, pro kterou hledá léčbu a aby získal čas, tajně ji uložil do paměti transportéru Enterprise. Je veteránem války s Klingony, které se účastnil jako zdatný bojovník, ale časem dal přednost léčení před zabíjením. Seznámil se tam se svou vrchní sestrou Chapelovou. |              |        |                  |                      |        |

| | Jméno                   | Pozice | Druh        | Herec                | Poprvé |
| --- | ----------------------- | ------ | ----------- | -------------------- | ------ |
| Hemmer | hlavní inženýr (1.řada) | Aenar  | Bruce Horak | „Podivné nové světy“ |        |
| Hemmer je poručíkem Hvězdné flotily a hlavním inženýrem Enterprise. Jako Aenar je telepat a zcela beze zraku, ale ostatní smysly jsou podle něj ještě lepší. Je také, jako každý z jeho druhu, zapřisáhlým pacifistou, což ale podle něj neznamená pasivitu a i bez boje to znamená ochraňovat vše živé ve vesmíru. Přátelí se se Spockem a spřátelil se také s Uhurou. |                         |        |             |                      |        |

| | Jméno           | Pozice   | Druh           | Herec                | Poprvé |
| --- | --------------- | -------- | -------------- | -------------------- | ------ |
| Una „Jednička“ Chin-Riley | první důstojník | Illyrian | Rebecca Romijn | „Podivné nové světy“ |        |
| Una Chin-Riley, přezdívaná jako „Jednička“, je komandérem Hvězdné flotily a prvním důstojníkem na Enterprise. Je Illyriankou, jejíž druh má dlouhou tradici genetických manipulací, což je ve Federaci zakázáno, a to jí přináší řadu problémů s utajením této skutečnosti. Je ale skvělou podporou kapitánu Pikeovi a autoritou posádky, od které si drží odstup. |                 |          |                |                      |        |

## Vedlejší postavy
| Jméno              | Rasa      | Herec            | Popis                                                                   |
| ------------------ | --------- | ---------------- | ----------------------------------------------------------------------- |
| Robert April       | člověk    | Adrian Holmes    | první kapitán Enterprise a předchůdce Christophera Pikea                |
| T'Pring            | Vulkánec  | Gia Sandhu       | Spockova snoubenka                                                      |
| James T. Kirk      | člověk    | Paul Wesley      | první důstojník lodi Federace USS Farragut a budoucí kapitán Enterprise |
| George Samuel Kirk | člověk    | Dan Jeannotte    | bratr Jamese T. Kirka, xenoantropolog a biolog na Enterprise            |
| Pelia              | Lanthanit | Carol Kane       | hlavní inženýrka Enterprise, která nahradila Hemmera                    |
| Jenna Mitchell     | člověk    | Rong Fu          | navigátorka Enterprise                                                  |
| Kyle               | člověk    | André Dae Kim    | velitel obsluhy transportéru na Enterprise                              |
| Marie Batelová     | člověk    | Melanie Scrofano | kapitánka USS Cayuga, přítelkyně kapitána Pika                          |